# Armed Forces Expeditionary Medal
La Armed Forces Expeditionary Medal (en français Médaille Expéditionnaire des Forces Armées), en abrégé AFEM est une décoration militaire des forces armées des États-Unis créée le 4 décembre 1961 par l'Executive Order 10977 signé par le Président des États-Unis John Fitzgerald Kennedy. Cette médaille récompense la participation d'un membre de l'armée à des opérations sous bannière américaine, à des opérations de l'ONU ou de l'OTAN et à des opérations d'assistance aux nations étrangères amies.

## Description
La médaille, en bronze, porte sur l'avers un aigle tenant dans ses serres une épée pointée vers une rose des vents. Le tout symbolise la capacité des États-Unis (l'aigle) à intervenir (l'épée) en tout point géographique (la rose des vents). La gravure est entourée des inscriptions "Armed Forces" sur le dessus et "Expeditionnary Service" sur le dessous. Sur le revers, le bouclier du grand sceau des États-Unis surmonte deux branches de laurier reliées par une balle. Sur le dessus du bouclier figure l'inscription "United States of America".
Le ruban est composé d'un fond bleu ciel chargé au centre de trois fines bandes bleue, blanche et rouge. Les côtés du ruban portent symétriquement, de la bordure vers le centre, des bandes vertes, jaunes, marron et noires. Le port des Service star est autorisé sur le ruban pour chaque campagne différente effectuée. Les personnels ayant participé à une opération aéroportée ou amphibie peuvent également porter une pointe de flèche.

## Attribution
L'Armed Force Expeditionnary Medal est attribuée pour trois types d'opérations :
- Opération directe des États-Unis.
- Opération de soutien d'une opération de l'ONU ou de l'OTAN.
- Opération de soutien à une puissance étrangère amie.

La récompense n'est attribuée que s'il n'existe pas de médaille de campagne spécifique pour l'opération concernée et seulement si l'opposition d'une force étrangère ou une menace imminente sont effectives. Après sa création en décembre 1961, les premières AFEM furent attribuées dans le cadre de la crise des missiles de Cuba en 1962 et de la crise de Berlin de 1961 à 1963. Par la suite, l'attribution devient rétroactive et des médailles furent décernée pour les militaires impliqués dans la crise de Berlin entre 1958 et 1961. Cette rétroactivité concerne également les opérations menées depuis 1958 sur les îles de Jinmen et Matsu, lors de la crise de 1958 au Liban et pendant la deuxième crise du détroit de Taïwan.
L'Armed Forces Expeditionnary Medal est décernée lors des premières années de la guerre du Viêtnam pour les opérations au Laos, au Cambodge et au sud-Viêtnam. À cette époque, l'AFEM a pour vocation de devenir une récompense unique pour tous les corps de l'armée, amenant à terme à la disparition des Navy Expeditionary Medal et Marine Corps Expeditionary Medal. C'est effectivement le cas entre 1962 et 1978 avant que l'US Navy et l'United States Marine Corps ne recommencent à attribuer leur propre médailles, des matelots et des marines se voyant alors décerner à la fois l'AFEM et la médaille expéditionnaire de leur corps. En 1965, la création de la Vietnam Service Medal entraîne l'abandon de l'AFEM pour cette guerre. Cependant, l'attribution de la nouvelle médaille étant rétroactif, les hommes ayant reçu l'AFEM pour le Viêtnam avant 1965 ont la possibilité de l'échanger contre la Viêtnam Service Medal. En 1968, les hommes ayant participé à la défense de l'USS Pueblo sont récompensés et en 1973 ceux ayant participé à l'opération Eagle Pull. Cette dernière, bien que proche du contexte de la guerre du Viêtnam, n'en fait pas partie (Voir l'article : Théâtre d'opérations cambodgien pendant la guerre du Viêt Nam) et des militaires ayant participé aux deux événements ont donc pu porter conjointement l'AFEM et la Viêtnam Service Medal. Pendant la guerre du Kippour en 1973, la participation à l'opération Nickel Grass en soutien à l'armée de défense d'Israël entre dans les critères d'attribution de la médaille. À partir de 1992, la médaille expéditionnaire tombe peu à peu en disgrâce, les autorités lui préférant des médailles spécifiques pour chaque campagne. Ainsi, la création en 2003 de la Global War on Terrorism Expeditionary Medal entraîne l'abandon de l'AFEM pour les opérations menées en Irak, en Arabie Saoudite et au Koweït.

## Campagnes
L'Armed Forces Expeditionnary Medal peut être attribuée pour les campagnes suivantes :
| Opérations des Forces Armées des États-Unis |                                |                                |                                      |                                      |                                      |                                               |                                               |                                               |                                 |                                 |                                 |                                      |                                      |                                      |
| Îles Jinmen et Matsu 1956-1963              | Îles Jinmen et Matsu 1956-1963 | Îles Jinmen et Matsu 1956-1963 | Crise de 1958 au Liban               | Crise de 1958 au Liban               | Crise de 1958 au Liban               | Deuxième crise du détroit de Taïwan 1958-1959 | Deuxième crise du détroit de Taïwan 1958-1959 | Deuxième crise du détroit de Taïwan 1958-1959 | crise de Berlin 1956-1963       | crise de Berlin 1956-1963       | crise de Berlin 1956-1963       | Crise des missiles de Cuba 1962      | Crise des missiles de Cuba 1962      | Crise des missiles de Cuba 1962      |
| Opération Dragon rouge 1964                 | Opération Dragon rouge 1964    | Opération Dragon rouge 1964    | Opération Power Pack 1965-1966       | Opération Power Pack 1965-1966       | Opération Power Pack 1965-1966       | Corée 1966-1974                               | Corée 1966-1974                               | Corée 1966-1974                               | Opération Nickel Grass 1973     | Opération Nickel Grass 1973     | Opération Nickel Grass 1973     | Opération Eagle Pull 1975            | Opération Eagle Pull 1975            | Opération Eagle Pull 1975            |
| Opération Frequent Wind 1975                | Opération Frequent Wind 1975   | Opération Frequent Wind 1975   | Incident du Mayagüez 1975            | Incident du Mayagüez 1975            | Incident du Mayagüez 1975            | Invasion de la Grenade 1983                   | Invasion de la Grenade 1983                   | Invasion de la Grenade 1983                   | Opération El Dorado Canyon 1986 | Opération El Dorado Canyon 1986 | Opération El Dorado Canyon 1986 | Opération Earnest Will 1987-1988     | Opération Earnest Will 1987-1988     | Opération Earnest Will 1987-1988     |
| Invasion du Panama 1989-1990                | Invasion du Panama 1989-1990   | Invasion du Panama 1989-1990   | Opération Uphold Democracy 1994-1995 | Opération Uphold Democracy 1994-1995 | Opération Uphold Democracy 1994-1995 | Opération Southern Watch 1995-2003            | Opération Southern Watch 1995-2003            | Opération Southern Watch 1995-2003            | Opération Secure Tomorrow 2004  | Opération Secure Tomorrow 2004  | Opération Secure Tomorrow 2004  | Opération Joint Guardian Depuis 2014 | Opération Joint Guardian Depuis 2014 | Opération Joint Guardian Depuis 2014 |

| Opérations de l'ONU et de l'OTAN |                |                |                                  |                                  |                                  |                              |                              |                              |
| ONUC 1960-1962                   | ONUC 1960-1962 | ONUC 1960-1962 | Opération Restore Hope 1992-1995 | Opération Restore Hope 1992-1995 | Opération Restore Hope 1992-1995 | FORPRONU 1992-1995           | FORPRONU 1992-1995           | FORPRONU 1992-1995           |
| IFOR 1995-1996                   | IFOR 1995-1996 | IFOR 1995-1996 | SFOR - Joint Guard 1996-1998     | SFOR - Joint Guard 1996-1998     | SFOR - Joint Guard 1996-1998     | SFOR - Joint Forge 1998-2004 | SFOR - Joint Forge 1998-2004 | SFOR - Joint Forge 1998-2004 |

| Opérations de soutien de pays amis |                           |                           |                                    |                                    |                                    |                               |                               |                               |                                |                                |                                |                                     |                                     |                                     |
| Viêtnam 1958-1965                  | Viêtnam 1958-1965         | Viêtnam 1958-1965         | Laos 1961-1962                     | Laos 1961-1962                     | Laos 1961-1962                     | Cambodge 1973                 | Cambodge 1973                 | Cambodge 1973                 | Thaïlande 1973                 | Thaïlande 1973                 | Thaïlande 1973                 | Guerre civile du Salvador 1981-1992 | Guerre civile du Salvador 1981-1992 | Guerre civile du Salvador 1981-1992 |
| Guerre du Liban 1983-1987          | Guerre du Liban 1983-1987 | Guerre du Liban 1983-1987 | Opération Northern Watch 1997-2003 | Opération Northern Watch 1997-2003 | Opération Northern Watch 1997-2003 | Opération Desert Thunder 1998 | Opération Desert Thunder 1998 | Opération Desert Thunder 1998 | Opération Desert Fox 1983-1987 | Opération Desert Fox 1983-1987 | Opération Desert Fox 1983-1987 | Koweït 1998-2003                    | Koweït 1998-2003                    | Koweït 1998-2003                    |